# Adolf Kellner (politik)
Adolf Kellner (21. května 1897 Rumburk – 14. května 1945) byl československý právník a politik německé národnosti a meziválečný poslanec Národního shromáždění republiky Československé za Sudetoněmeckou stranu.

## Biografie
Profesí byl advokátem. Podle údajů z roku 1935 bydlel v Trutnově. Za první republiky právně zastupoval mnohé politiky DNSAP a přezdívalo se mu proto hakenkreuzlerský advokát.
V parlamentních volbách v roce 1935 se stal poslancem Národního shromáždění za SdP. Poslanecké křeslo ztratil na podzim 1938 v souvislosti se změnami hranic Československa.
Po druhé světové válce obhajoval u soudu Otto Riemera, bývalého nacistického funkcionáře z koncentračního tábora Mauthausen.